# Alberto Iglesias
Pour les articles homonymes, voir Iglesias.
Alberto Iglesias Fernández-Berridi est un compositeur de musique de film espagnol, né en 1955 à Saint-Sébastien.

## Biographie
Il étudie le piano, l'harmonie et le contrepoint au conservatoire de musique de Saint-Sébastien avec Francisco Escudero. Il reçoit des cours de composition et de piano auprès de Francis Schwartz à Paris et étudie les techniques de composition électro-acoustique avec Gabriel Brnčić. 
Il devient le compositeur attitré du réalisateur Pedro Almodóvar depuis le film La Fleur de mon secret en 1995.
Il a remporté onze fois le prix Goya de la meilleure musique originale.

## Filmographie

### Cinéma
- 1984 : La conquista de Albania d'Alfonso Ungría
- 1984 : La muerte de Mikel d'Imanol Uribe
- 1985 : Fuego eterno de José Ángel Rebolledo
- 1985 : Luces de bohemia de Miguel Ángel Díez
- 1986 : Adiós pequeña d'Imanol Uribe
- 1987 : Balada da Praia dos Cães de José Fonseca e Costa
- 1989 : Lluvia de otoño de José Ángel Rebolledo
- 1991 : El sueño de Tánger de Ricardo Franco
- 1992 : Vacas de Julio Medem
- 1992 : La vida láctea de Juan Estelrich Jr.
- 1993 : La ardilla roja  de Julio Medem
- 1993 : Les Voyous (¡Dispara!) de Carlos Saura
- 1995 : Una casa en las afueras de Pedro Costa
- 1995 : La Fleur de mon secret (La Flor de mi secreto) de Pedro Almodóvar
- 1996 : Tierra de Julio Medem
- 1996 : Pasajes de Daniel Calparsoro
- 1997 : En chair et en os (Carne trémula) de Pedro Almodóvar
- 1997 : La Femme de chambre du Titanic (The Chambermaid on the Titanic) de Bigas Luna
- 1998 : Les Amants du cercle polaire (Los amantes del círculo polar) de Julio Medem
- 1999 : Tout sur ma mère (Todo sobre mi madre) de Pedro Almodóvar
- 2001 : Lucia et le Sexe (Lucía y el sexo) de Julio Medem
- 2002 : Dancer Upstairs (The Dancer Upstairs) de John Malkovich
- 2002 : Parle avec elle (Hable con ella) de Pedro Almodóvar
- 2003 : Ne dis rien (Te Doy Mis Ojos) d'Icíar Bollaín
- 2004 : La Mauvaise Éducation (La mala educación) de Pedro Almodóvar
- 2005 : La Constance du jardinier (The Constant Gardener) de Fernando Meirelles
- 2006 : Volver de Pedro Almodóvar
- 2007 : Les Cerfs-volants de Kaboul (The Kite Runner) de Marc Forster
- 2008 : Che de Steven Soderbergh
- 2009 : Étreintes brisées (Los abrazos rotos) de Pedro Almodóvar
- 2010 : Tambien la lluvia (Même la pluie) de Icíar Bollaín
- 2011 : La Piel que habito de Pedro Almodóvar
- 2011 : Le Moine de Dominik Moll
- 2011 : La Taupe (Tinker Tailor Soldier Spy) de Tomas Alfredson
- 2013 : Les Amants passagers (Los amantes pasajeros) de Pedro Almodóvar
- 2014 : The Two Faces of January de Hossein Amini
- 2014 : Exodus de Ridley Scott
- 2016 : Julieta de Pedro Almodóvar
- 2017 : Le Sommet de Santiago Mitre
- 2017 : Quién te cantará de Carlos Vermut
- 2018 : Everybody Knows (Todos Lo Saben)  d'Asghar Farhadi
- 2018 : Yuli d'Icíar Bollaín
- 2019 : Douleur et Gloire (Dolor y Gloria) de Pedro Almodóvar
- 2021 :  Madres paralelas de Pedro Almodóvar
- 2024 :  La Chambre d'à côté de Pedro Almodóvar

### Télévision
- 1994 : La mujer de tu vida 2 (série TV - 1 épisode)
- 2002 : Angeles Tatuados de Alvaro Toepke (documentaire)
- 2003 : Comandante d'Oliver Stone (documentaire)
- 2003 : Terror in Moscow de Dan Reed (documentaire)
- 2008 : Musik und Meer de Georg Riha (documentaire)

### Court-métrage
- 1980 : Paisaje de Montxo Armendáriz
- 1980 : Ikusmena de Montxo Armendáriz
- 1983 : Guipuzkoa Donostia: Costa guipuzcoana d'Imanol Uribe
- 1986 : Memoria universal de José Luis Iglesias
- 1986 : Iniciativa privada de Antonio A. Farré
- 1987 : Las seis en punta de Julio Medem
- 1988 : Martín de Julio Medem
- 1999 : La part de l'ombre d'Yvon Marciano et Olivier Nakache
- 2012 : Contra el cristal de Daniel Torres Santeugini

## Distinctions

### Récompenses
- 1995 : Prix Goya de la meilleure musique originale pour La ardilla roja par Julio Medem
- 1998 : Prix Goya de la meilleure musique originale pour Tierra par Julio Medem
- 1999 : Prix Goya de la meilleure musique originale pour Les Amants du cercle polaire par Julio Medem
- 2000 : Prix Goya de la meilleure musique originale pour Tout sur ma mère par Pedro Almodóvar
- 2002 : Prix Goya de la meilleure musique originale pour Lucia et le Sexe (Lucía y el sexo)
- 2003 : Prix Goya de la meilleure musique originale pour Parle avec elle par Pedro Almodóvar
- 2006 : European Award de la meilleure musique de film pour Volver de Pedro Almodóvar
- 2007 : Prix Goya de la meilleure musique originale pour Volver
- 2007 : Prix national de Cinématographie
- 2009 : European Award de la meilleure musique de film pour Étreintes brisées (Los abrazos rotos) de Pedro Almodóvar
- 2010 : Prix Goya de la meilleure musique originale pour Étreintes brisées
- 2011 : Prix Goya de la meilleure musique originale pour Même la pluie par Icíar Bollaín
- 2012 : Prix Goya de la meilleure musique originale pour La piel que habito par Pedro Almodóvar
- 2012 : Compositeur européen de l'année au Prix du cinéma européen pour La Taupe
- 2012 : Compositeur de l'année au World Soundtrack Awards pour La Taupe, Le Moine et La piel que habito
- 2017 : Médaille d'or du mérite des beaux-arts[1]
- Prix Platino 2019 : meilleure musique pour Yuli[2],[3]
- Festival de Cannes 2019 : Cannes Soundtrack Award pour Douleur et Gloire
- 7e cérémonie des prix Feroz : meilleure musique originale pour Douleur et Gloire[4]
- Goyas 2020 : Meilleure musique originale pour Douleur et Gloire

### Nominations
- Oscars 2006 : Oscar de la meilleure musique de film pour The Constant Gardener de Fernando Meirelles
- Golden Globes 2022 : Meilleure musique de film pour Madres paralelas
- Oscars 2022 : Oscar de la meilleure musique de film pour Madres paralelas